# 싱가포르 얼라이언스
싱가포르 연합 정당 또는 때로는 싱가포르 동맹으로 알려져 있는 싱가포르 얼라이언스는 1961년 7월에 결성된 정당들의 연합으로, 특히 1955년 싱가포르 선거와 1963년 싱가포르 선거와 같은 여러 선거를 치렀다. 유엔말레이스국가기구(UMNO), 말레이연합(Malay Union), 말레이중국인협회와 말레이인도인회의 현지 지부, 임예호크 전 싱가포르인민동맹(SPA) 등으로 구성됐다.
이 동맹은 1963년 6월 24일 말레이시아에서 집권 연합당의 싱가포르 당원으로 공식화되었다. 1963년 선거 때의 선거 정책은 UMNO가 말레이시아 연방 선거에서 사용한 것과 유사하며, 집권 국민행동당(PAP)이 싱가포르의 주요 인종 중 하나인 말레이인들을 학대했다고 주장했다. 싱가포르 동맹도 말레이시아 연방 내의 합병을 지지하고 반공산주의자였지만, 본토에 있는 같은 형태의 공동 정치 모델을 싱가포르로 확대하려고 했다. 당시 좌파 성향의 PAP와 사회주의 성향의 PAP와는 달리 정치적 권리와 동일시됐다.
싱가포르 동맹은 역사를 통틀어 SPA가 4석을 차지하고 싱가포르 연합 말레이 국가기구가 게일랑 세라이, 캄풍 크렘방안, 남섬 등 말레이 지배 지역에서 3석을 차지하며 7석밖에 차지하지 못했다. 1963년 총선 때 연합군의 실적이 저조하여 의석을 모두 잃었다. 1963년 선거에서의 그것의 참여는 UMNO와 PAP 사이의 긴장을 더욱 고조시켰다. 그들은 일찍이 싱가포르가 당시 자치 국가였던 말레이시아가 더 성숙해질 때까지 어느 쪽도 서로의 선거에 참여하지 않겠다고 합의했기 때문이다.
1963년 선거 이후 싱가포르 동맹은 정치적 광야에 남겨졌다. 연정은 1966년 잠시 개혁·재등록된 '연립정당 싱가푸라'로 재등록된 반면 향후 싱가포르 선거 때마다 이의를 제기해 정치판에서 점차 퇴색했다. 이후 싱가포르민주동맹에 가입한 페르투부안 케방산 멜라유 신가푸라를 제외한 대부분의 부품당들이 결국 영업을 중단했다.

## 참조.
1. 1 2 3  Lau, Albert (1998). 《A Moment of Anguish: Singapore in Malaysia and the Politics of Disengagement. Singapore: Times Academic Press.》. ISBN 981-210-1349.
2. ↑  “Singapore Legislative Assembly General Election 1959” (영어). Singapore Elections. 2020. 2012년 7월 9일에 원본 문서에서 보존된 문서.
3. ↑  “Background of Singapore Alliance” (영어). Singapore Elections. 2020년 7월 27일에 원본 문서에서 보존된 문서.

## 더 읽을거리
- Lau, Albert (1998). A Moment of Anguish: Singapore in Malaysia and the Politics of Disengagement. Singapore: Times Academic Press. ISBN 981-210-1349.
- Background of Singapore Alliance 보관됨 2020-07-27 - 웨이백 머신